# 다무라 무네아키 (에도 시대)
다무라 무네아키(일본어: 田村宗顕, 1784년 6월 19일 ~ 1827년 12월 25일)는 이치노세키번의 6대 번주이다. 어릴적 이름은 나카무라 기사부로(中村紀三郎)이고, 초명은 다카아키(敬顕)이다. 관위는 종5위하, 우쿄노다이부(右京大夫)이다.
센다이번 중신·나카무라 무라요시의 둘째 아들로 태어났다. 1793년에 다무라 무라스케의 양자로 들어갔으며, 1798년에 무라스케가 은거하자 그 뒤를 이어 번주가 되어 쇼군 도쿠가와 이에나리를 알현하였다. 하지만 무네아키가 통치하던 이치노세키 번은 매년 계속되는 흉작으로 재정이 극도로 악화되어, 막부의 에조치 경비 명령도 따르지 못할 정도였다. 1827년, 44세의 나이로 사망하였고, 둘째 아들 구니아키가 뒤를 이었다.
| 전임 다무라 무라스케 | 제6대 이치노세키번 번주 1798년 ~ 1827년 | 후임 다무라 구니아키 |